# Andrzej Mazur (samorządowiec)
Andrzej Michał Mazur (ur. 29 maja 1952 w Jędrzejowie) – polski lekarz chirurg, menedżer, samorządowiec i działacz społeczny, w latach 2002–2006 przewodniczący sejmiku opolskiego II kadencji.

## Życiorys
Urodził się w Małopolsce 29 maja 1952, w rodzinie o tradycjach patriotycznych, chociaż związany jest z Kędzierzynem-Koźlem. Po ukończeniu w 1971 I Liceum Ogólnokształcącego im. Henryka Sienkiewicza w Kędzierzynie-Koźlu postanowił zostać lekarzem. Ukończył studia na Akademii Medycznej we Wrocławiu, specjalizując się w chirurgii (II stopień) i chirurgii onkologicznej. Pełnił służbę wojskową w batalionie granicznym Wojsk Ochrony Pogranicza w Prudniku. W tym mieście pracował także na oddziale chirurgii w szpitalu powiatowym. Później był kierownikiem oddziału chirurgicznego i dyrektorem naczelnym ZOZ-u w Kędzierzynie-Koźlu. Działał społecznie m.in. w Opolskiej Rodzinie Katyńskiej i lokalnym kole Stowarzyszenia Kresowian. Należy do Stowarzyszenia „Ordynacka”. Brał aktywny udział w działaniach strony polskiej podczas budowy Polskiego Cmentarza Wojennego w Katyniu.
Należy do Sojuszu Lewicy Demokratycznej. W latach 1998–2014 radny sejmiku opolskiego I, II, III, IV i V kadencji, od 1998 do 2002 jego wiceprzewodniczący, następnie do 2006 przewodniczący. W 2014 nie został wybrany na kolejną kadencję. Był przewodniczącym klubu SLD w sejmiku, delegatem organu do Zgromadzenia Ogólnego Związku Województw RP i członkiem Wojewódzkiej Komisji Dialogu Społecznego. W 2009 bezskutecznie kandydował do Parlamentu Europejskiego, zdobywając 4023 głosy. W 2011 bez powodzenia ubiegał się o mandat posła z listy Sojuszu Lewicy Demokratycznej, otrzymując 2731 głosów, a w 2015 – z listy Zjednoczonej Lewicy. W marcu 2015 wybrany na szefa struktur SLD w powiecie kędzierzyńskim.
W 2012 powołany na przewodniczącego rady nadzorczej Radia Opole. W 2013 został tymczasowo pełniącym obowiązki dyrektora szpitala w Kędzierzynie-Koźlu (odwołano go w październiku tego samego roku), a w 2015 – prezesem Prudnickiego Centrum Medycznego (zrezygnował z funkcji w sierpniu tego samego roku). W 2018 kandydował bez powodzenia na prezydenta miasta Kędzierzyna-Koźla, uzyskując poparcie 6,32% oraz do rady miasta, uzyskując 278 głosów (nie uzyskał mandatu radnego).

## Publikacje
- Andrzej Mazur i inni, Zgorzel Fourniera w przebiegu ropnia okołoodbytniczego – opis przypadku. (PDF), „Annales Academiae Medicae Silesiensis”, Nr 2009/63/5, Katowice: Śląska Akademia Medyczna, s. 86–90, ISSN 0208-5607 [zarchiwizowane z adresu 2022-05-27].

## Odznaczenia
W 2010, z okazji 92. rocznicy odzyskania przez Polskę niepodległości, na wniosek Zarządu Miejskiego Związku Kombatantów RP i Byłych Więźniów Politycznych w Kędzierzynie-Koźlu w dowód głębokiego szacunku i wdzięczności obrońcom ojczyzny z okazji 65. rocznicy historycznego zwycięstwa odniesionego w II wojnie światowej nad niemieckim najeźdźcą prezes Zarządu Głównego odznaczył go Kombatanckim Krzyżem Pamiątkowym „Zwycięzcom 1945”.

## Życie prywatne
Żonaty, ma córkę, która jest adwokatem i dwóch synów, z których jeden jest lekarzem, a drugi absolwentem Wyższej Szkoły Bankowej.